# Lester Stoefen
Lester Rollo Stoefen, connu sous le nom de Les Stoefen, né le 30 mars 1911 à Des Moines et mort le 8 février 1970 à La Jolla est un joueur de tennis américain.

## Carrière
Les Stoefen a remporté trois tournois du Grand Chelem en double avec George Lott : deux Internationaux des États-Unis (1933, 1934) et un Wimbledon (1934).
Lors du Championnat des États-Unis 1932, il obtient au premier tour une victoire de prestige sur le champion japonais Jiro Satoh qui restait une demi-finale à Wimbledon. Pour son premier passage en Europe en 1933, il est quart de finaliste à Wimbledon, battu par Henri Cochet. Lors des championnats américains qu'il remporte en double avec Lott, il réalise son meilleur résultat à titre individuel avec une demi-finale obtenue grâce à des succès sur Manuel Alonso, Harry Lee et Bryan Grant.
Après seulement quatre années au niveau international, sa carrière prend fin en 1934 dans la foulée d'un second titre en double à l'US National. Il rejoint en effet la troupe de professionnels de Bill Tilden, battant ce dernier à Los Angeles en 1935. Il prend part à ce titre à plusieurs tournées en Europe où il a rencontre notamment les champions Cochet, Hans Nüsslein et Martin Plâa. En 1941, il devient professionnel au La Jolla Beach and Tennis Club.
Stoefen a fait partie de l'équipe américaine sélectionné lors de la Coupe Davis 1934. Il remporte alors les six matchs qu'il dispute dont le double en finale interzone contre la paire australienne Jack Crawford-Adrian Quist (6-4, 6-4, 2-6, 6-4). En finale sur le Centre Court à Wimbledon contre la Grande-Bretagne, il gagne avec Lott le double face à Hughes et Lee (7-5, 6-0, 4-6, 9-7) mais les américains s'inclinent finalement 4 à 1.
Doté d'un service surpuissant (chronométré à 210 km/h), il a obtenu sa principale victoire dans un tournoi lors de l'US International Indoor contre Gregory Mangin.
Marié en 1936 à la danseuse de revue Ruth Moody, il est père de deux enfants. Il décède en 1970 d'un cancer du foie à l'âge de 58 ans.

## Palmarès

### Titres en double messieurs
| No | Date       | Nom et lieu du tournoi                 | Catégorie | Surface      | Partenaire  | Finalistes                   | Score                |          |
| -- | ---------- | -------------------------------------- | --------- | ------------ | ----------- | ---------------------------- | -------------------- | -------- |
| 1  | 14-09-1933 | US National Championships Forest Hills | G. Chelem | Gazon (ext.) | George Lott | Frank Shields Frank Parker   | 11-13, 9-7, 9-7, 6-3 | Parcours |
| 2  | 25-06-1934 | The Championships Wimbledon            | G. Chelem | Gazon (ext.) | George Lott | Jean Borotra Jacques Brugnon | 6-2, 6-3, 6-4        | Parcours |
| 3  | 13-08-1934 | US National Championships Forest Hills | G. Chelem | Gazon (ext.) | George Lott | Wilmer Allison John Van Ryn  | 6-4, 9-7, 3-6, 6-4   | Parcours |

### Finale en double mixte
| No | Date       | Nom et lieu du tournoi                 | Catégorie | Surface      | Vainqueurs               | Partenaire     | Score           |                        |
| -- | ---------- | -------------------------------------- | --------- | ------------ | ------------------------ | -------------- | --------------- | ---------------------- |
| 1  | 13-08-1934 | US National Championships Forest Hills | G. Chelem | Gazon (ext.) | Helen Jacobs George Lott | Elizabeth Ryan | 4-6, 13-11, 6-2 | [[Parcours\|Parcours]] |

## Parcours dans les tournois duGrand Chelem

### En simple
| Année | Open d'Australie | Open d'Australie | Internationaux de France | Internationaux de France | Wimbledon     | Wimbledon     | US Open         | US Open         |
| ----- | ---------------- | ---------------- | ------------------------ | ------------------------ | ------------- | ------------- | --------------- | --------------- |
| 1931  | —                | —                | —                        | —                        | —             | —             | 1er tour (1/64) | Cliff Sutter    |
| 1932  | —                | —                | —                        | —                        | —             | —             | 1/4 de finale   | Ellsworth Vines |
| 1933  | —                | —                | —                        | —                        | 1/4 de finale | Henri Cochet  | 1/2 finale      | Fred Perry      |
| 1934  | —                | —                | —                        | —                        | 1/4 de finale | Jack Crawford | 1/4 de finale   | Wilmer Allison  |

N.B. : à droite du résultat se trouve le nom de l'ultime adversaire.